# Kelvin Felix
Kelvin Edward Felix (ur. 15 lutego 1933 w Roseau, zm. 30 maja 2024 w Castries) – duchowny katolicki z Dominiki, arcybiskup Castries w latach 1981–2008, kardynał.

## Życiorys
Święcenia kapłańskie otrzymał 8 kwietnia 1956.
17 lipca 1981 papież Jan Paweł II mianował go ordynariuszem archidiecezji Castries. Sakry udzielił mu 5 października 1981 nuncjusz apostolski na Antylach – arcybiskup Paul Fouad Tabet.
W latach 1991–1997 był przewodniczącym Konferencji Episkopatu Antyli.
15 lutego 2008 przeszedł na emeryturę.
Papież Franciszek mianował go kardynałem na konsystorzu w dniu 22 lutego 2014.